# 佐敦谷

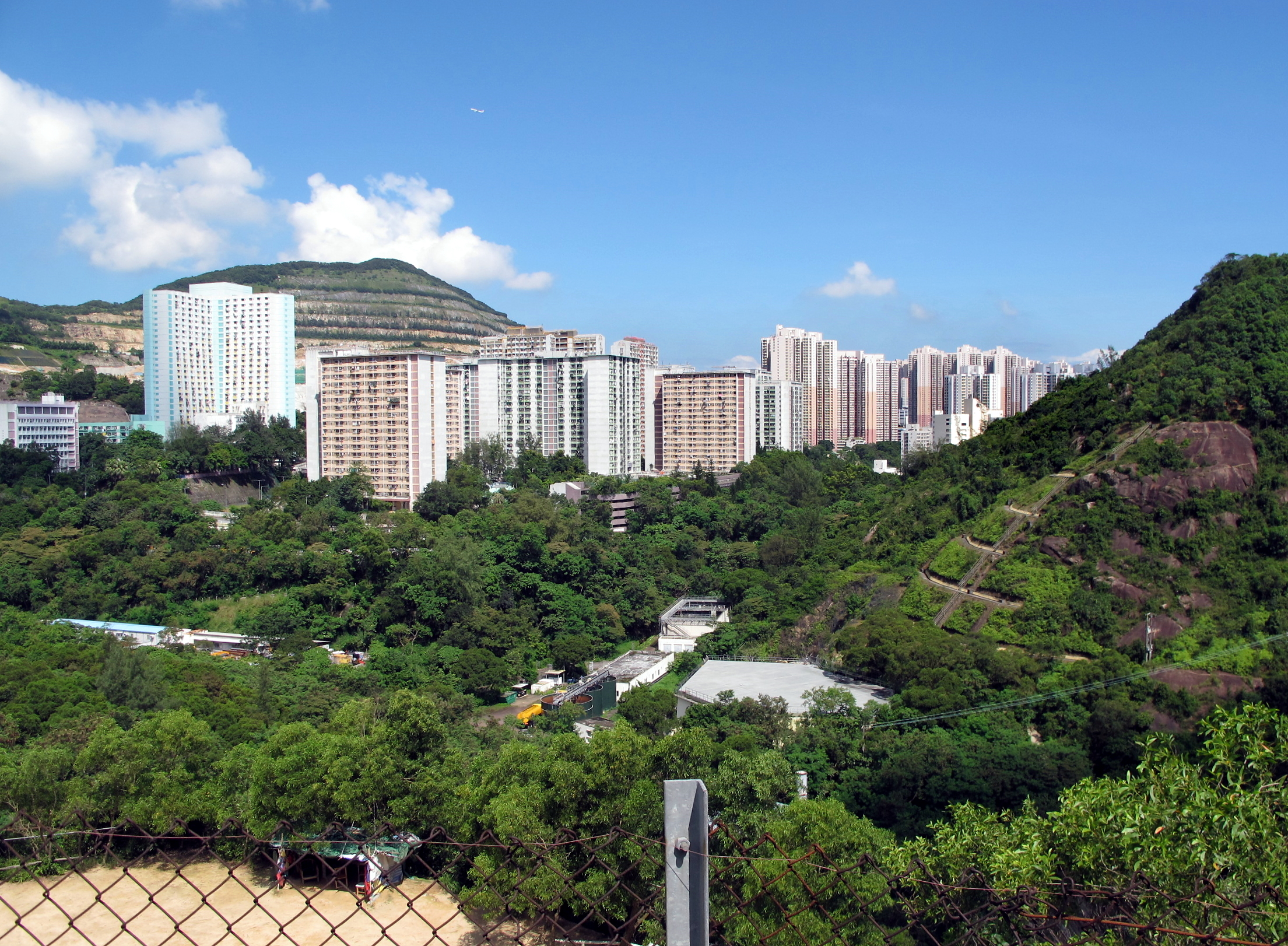
從佐敦谷公園俯視佐敦谷（中間的樹林山谷）

佐敦谷位於香港九龍觀塘區西北部，前為佐敦谷公共房屋區（現已清拆，改建為佐敦谷遊樂場及佐敦谷游泳池等休憩設施）。
顧名思義，佐敦谷是一處山谷地帶，其東面和西面分別為沈雲山（水塘山）及平山（機場山）。北部有山上的茶寮坳順利公共房屋區，面向飛鵝山；南面是牛頭角住宅區。常被人誤以為是牛頭角、九龍灣、平山、四順甚至牛池灣的一部分，這些地方實為截然不同的地貌，不可混為一談。

## 名稱
佐敦谷相信是以協助香港撲滅鼠疫的病理學家佐敦醫生（Dr G.P.Jordan）命名。佐敦谷又稱為佐頓谷，這是由於香港政府於1966年刊憲命名道路時，使用「佐頓谷南道」（現已消失）和「佐頓谷北道」，然而路牌卻使用「佐敦谷北道」。雖然政府在2006年初刻意把路牌改正為「佐頓谷北道」，但因大眾已慣稱該處為佐敦谷，政府在2006年9月15日刊憲把該路重新命名為「佐敦谷北道」。

## 歷史
最起初有聚落「大灣村」。1924年淘化大同醬油罐頭公司由廈門遷到香港，在區內設廠生產，淘大花園原址就是當時香港最大規模的豉油生產工場及國慶酒樓。其後佐敦谷於1970年代起開始發展為住宅區，興建不少私人屋苑樓宇。

## 事件

### SARS事件
2003年春季，香港爆發非典型肺炎（SARS）。3月期間，佐敦谷淘大花園因其高密度以及設計上的問題，導致SARS嚴重爆發，尤其以E座最為嚴重。而佐敦谷亦成為香港各區中SARS感染率最高的地區。4月中時任香港特首夫人董趙洪娉在巡視離淘大一街之隔的牛頭角下邨期間，穿上整套防護衣服上樓探訪長者，呼籲他們不用害怕，卻被市民認為未能以身作則去減低大眾對SARS的恐懼，事後她指出是紅十字會的人員擔心她受感染，才要求她穿上整套防護衣服上樓。

### 煤氣爆炸

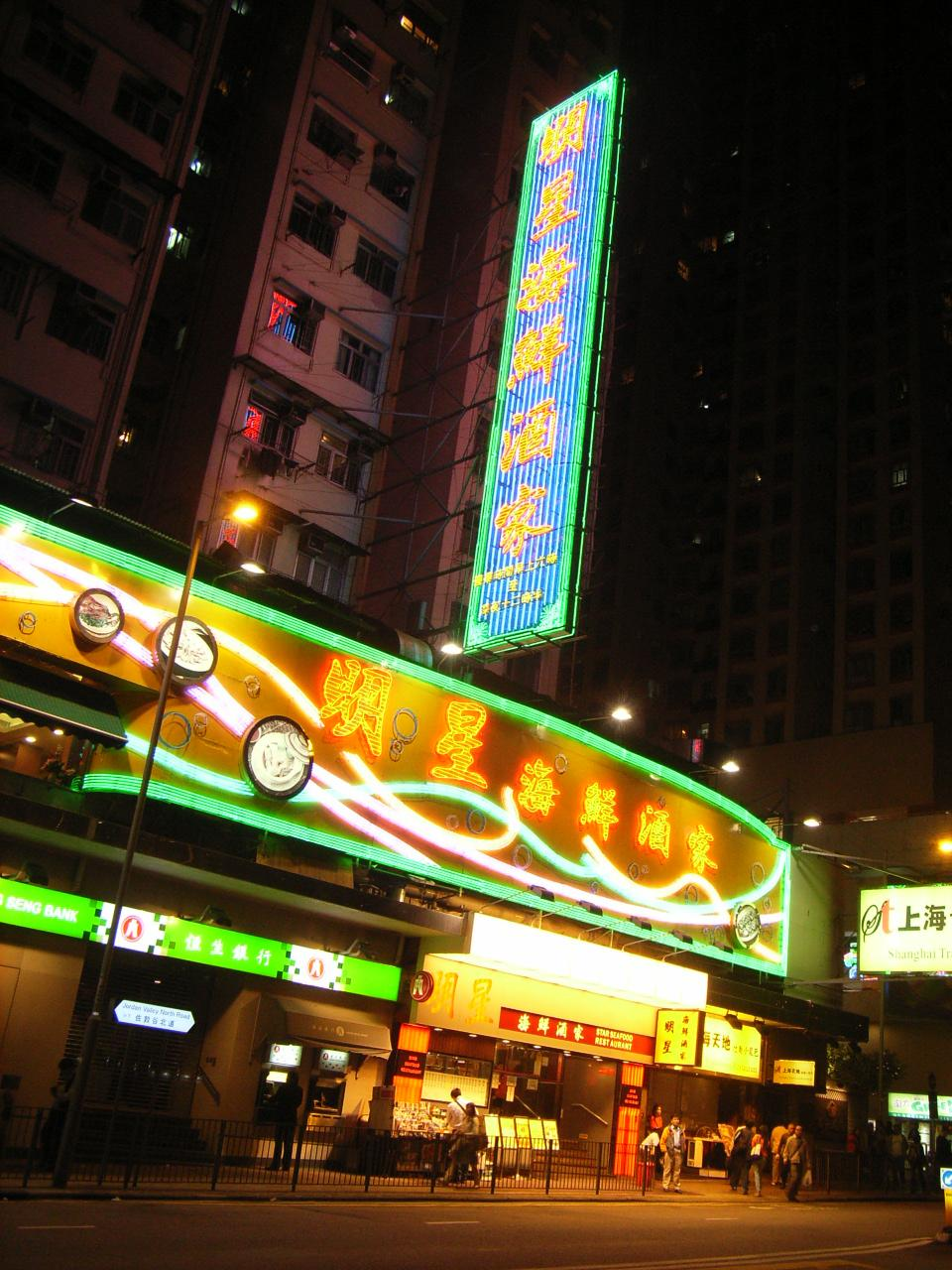
牛頭角道165號，偉景樓之夜景。

2006年4月11日發生一宗煤氣大爆炸事故，造成2死9傷。當日中午12時30分，警方、消防及煤氣公司人員接報到佐敦谷北道，處理一宗沙井泄漏煤氣事件，至下午2時15分各部門正欲收隊之際，沙井附近的偉景樓大堂、牛頭角道一個空置舖位及附近一個電表房，差不多同一時間發生猛烈爆炸，兩聲巨響過後，偉景樓升降機大堂地下，被炸開一個3呎深坑洞，一名89歲老婦墜下地洞復遭雜物擊中死亡，一名交通警長駕鐵馬途經時，被炸飛的捲閘擊中頭部重創，鐵馬也被氣流推翻，多名途人也被氣流及亂飛雜物擊傷，跌坐行人路上。意外現場是佐敦谷北道與牛頭角道交界。3個爆炸地點相距不遠，分別是佐敦谷北道9號的偉景樓地下大堂、牛頭角道一個空置舖位（前身為星展銀行），以及偉景樓與淘大花園K座中間的一個電表房。有學者及工程師指今次大爆炸的模式十分罕見。而事件中一名94歲受重傷老婦留醫多日後亦於4月29日不治。2007年6月死因庭裁定2名死者死於意外。

## 住宅
- 淘大花園
- 得寶花園
- 彩霞邨
- 彩頤居
- 宏光樓
- 偉景樓
- 嘉和園
- 利基大廈

## 教育
- 浸信宣道會呂明才小學
- 佐敦谷聖若瑟天主教小學

## 社區設施
- 東九文化中心
- 佐敦谷遊樂場
- 佐敦谷公園

## 交通
- 牛頭角巴士總站

### 區內道路
- 佐敦谷北道
- 牛頭角道
- 彩霞道

## 圖片集

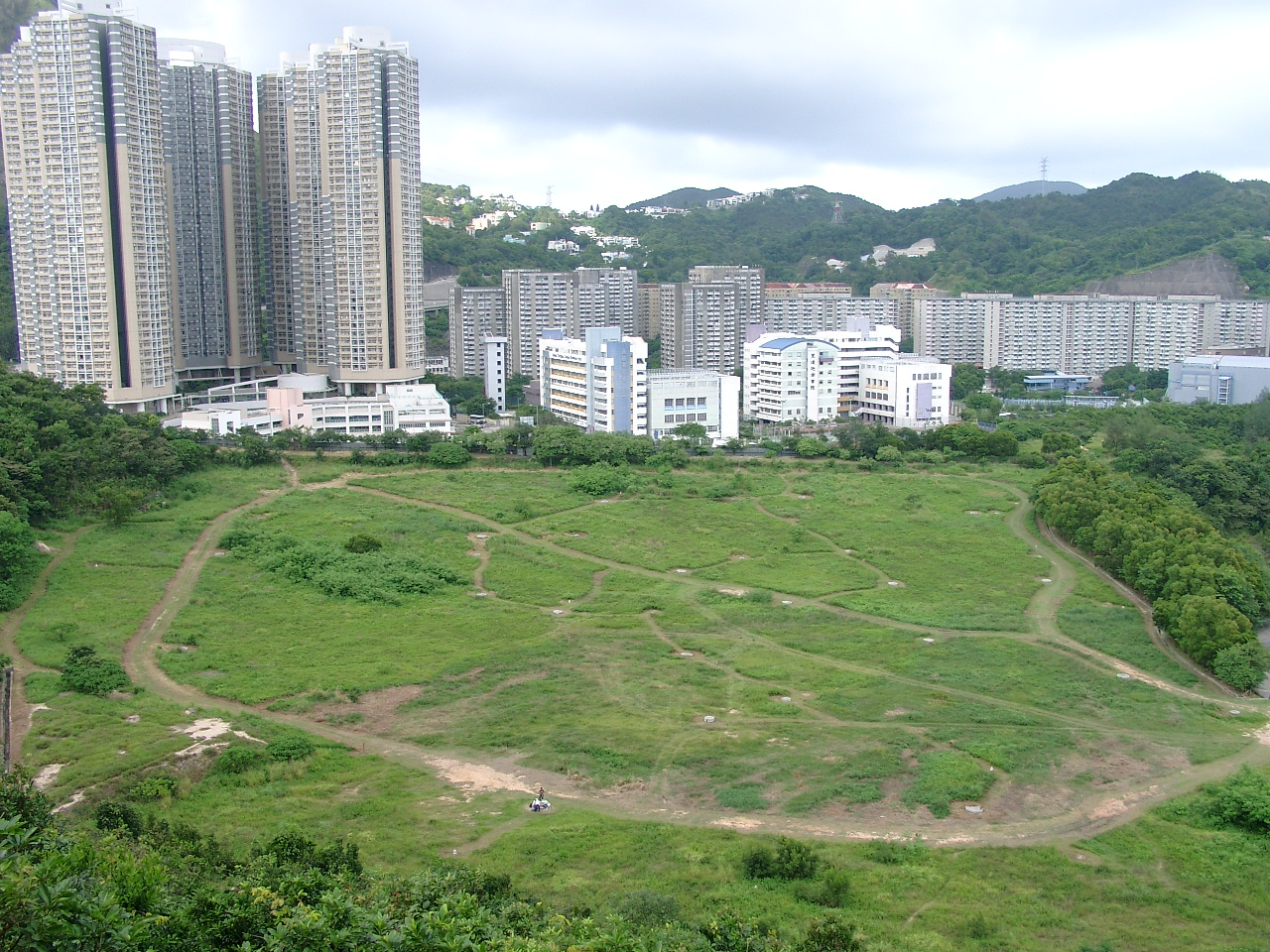
2006年的佐敦谷堆填區
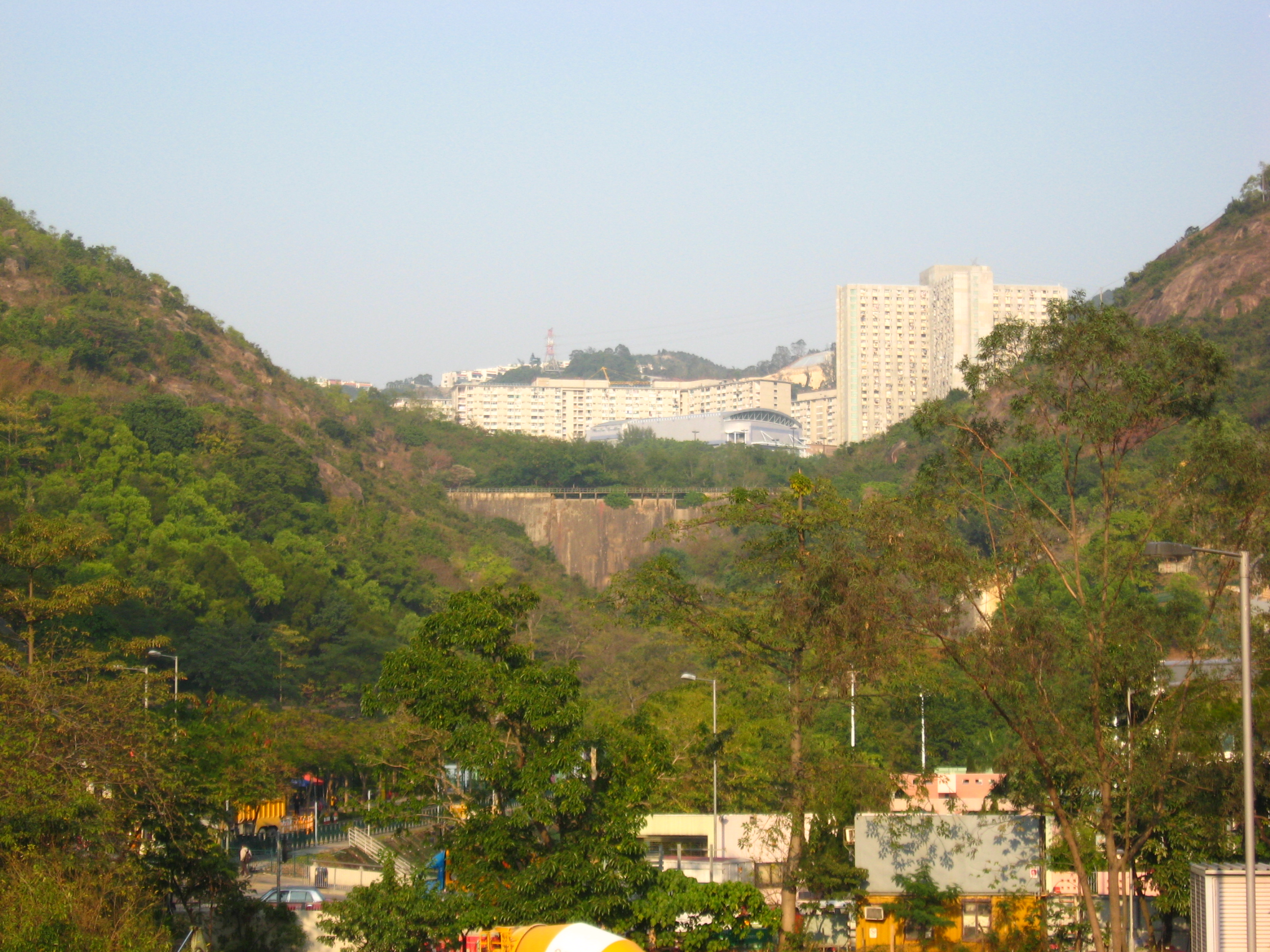
已廢棄佐敦谷水塘堤壩，從山下仰望
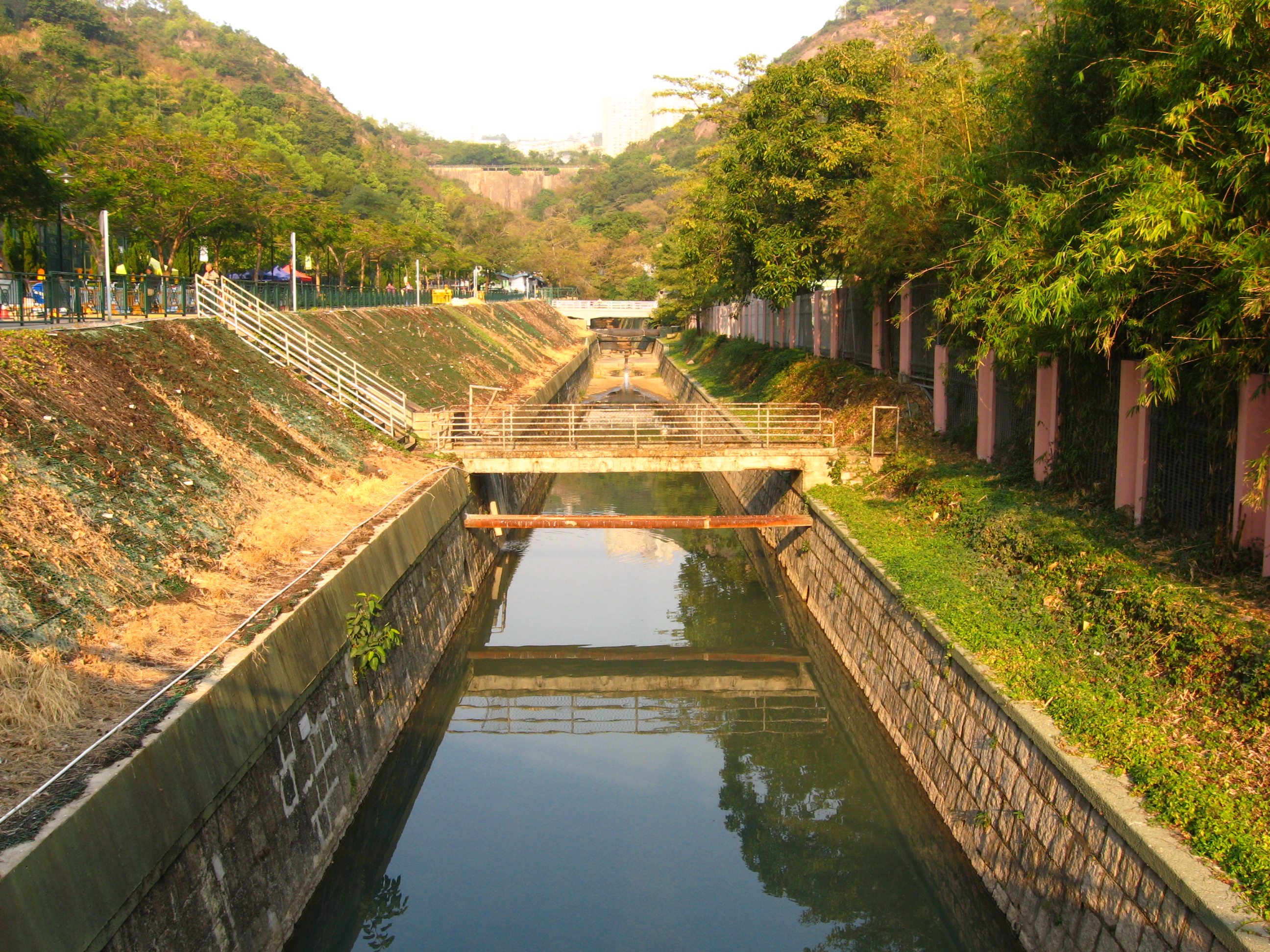
佐敦谷渠一隅
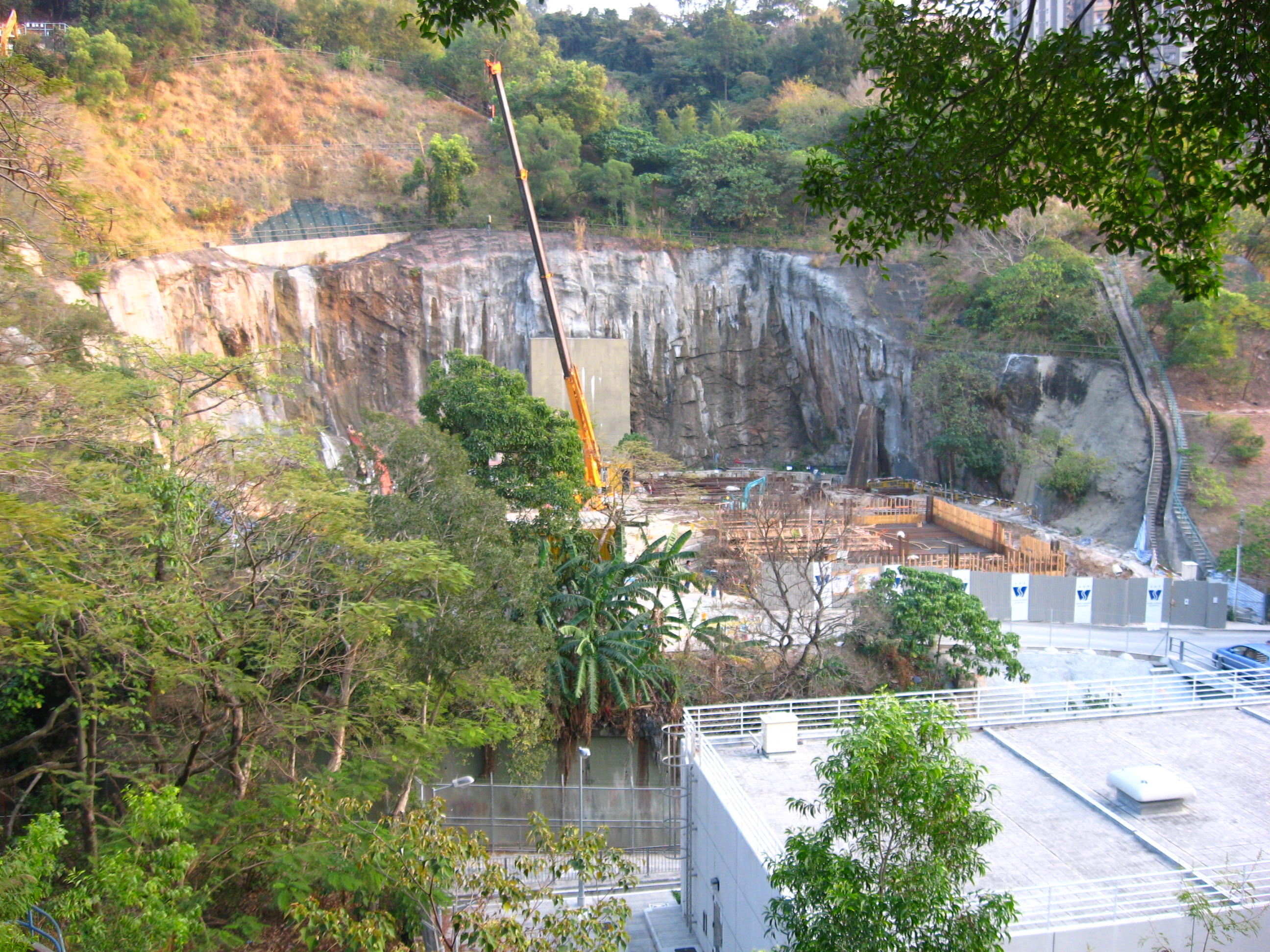
佐敦谷下方的沈雲山食水抽水站（重建中）
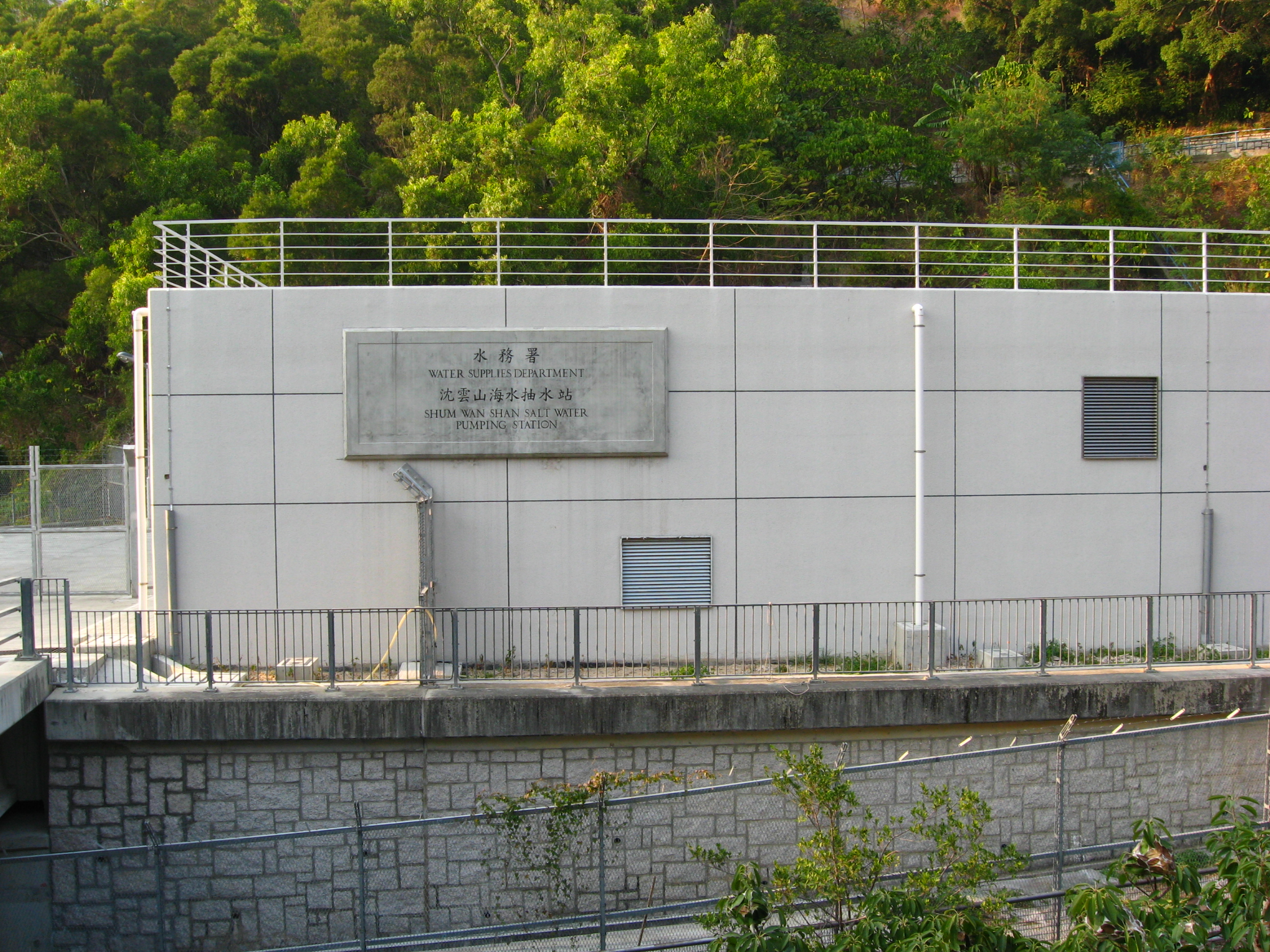
佐敦谷下方的沈雲山海水抽水站

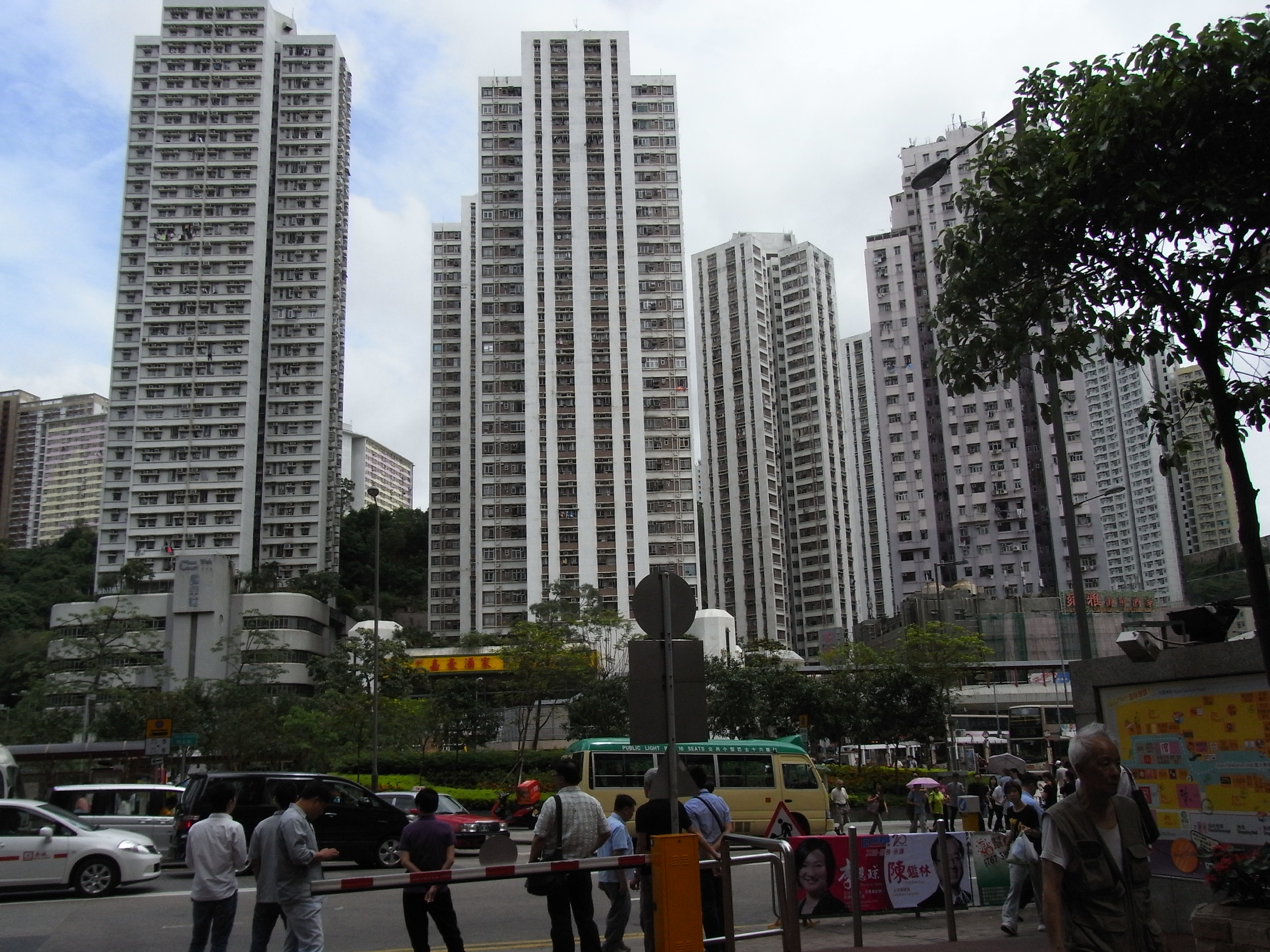
佐敦谷北道

## 區議會議席分佈
為方便比較，以下列表以彩雲道、彩霞道彩禧道公園以東、佐敦谷明渠以北為範圍。
| 年度/範圍      | 2000-2003          | 2004-2007          | 2008-2011          | 2012-2015          | 2016-2019      | 2020-2023      | 2024-2027  |
| -------------- | ------------------ | ------------------ | ------------------ | ------------------ | -------------- | -------------- | ---------- |
| 淘大花園       | 淘大選區           | 淘大選區           | 淘大選區           | 淘大選區           | 淘大選區       | 淘大選區       | 觀塘西選區 |
| 彩霞邨、彩福邨 | 佐敦谷選區的一部分 | 佐敦谷選區的一部分 | 佐敦谷選區的一部分 | 佐敦谷選區的一部分 | 整個佐敦谷選區 | 整個佐敦谷選區 | 觀塘西選區 |

註：以上主要範圍尚有其他細微調整（包括編號），請參閱有關區議會選舉選區分界地圖及條目。

## 相關
- 佐敦谷渠
- 佐敦谷水塘
- 佐敦谷堆填區
- 平山 (香港)
- 沈雲山
- 佐敦谷邨